# Käthe Wittenberg

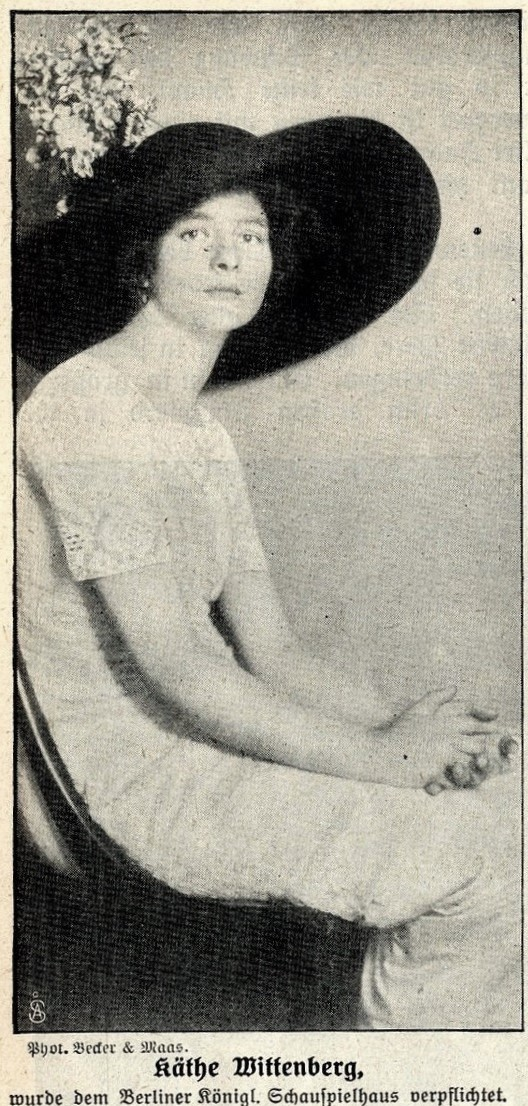
Käthe Wittenberg (1912)

Käthe Wittenberg (* 24. Februar 1891 in Danzig, Deutsches Reich; † 7. September 1938 in Hamburg) war eine deutsche Schauspielerin am Theater und beim frühen Stummfilm der 1910er Jahre.

## Leben und Wirken
Die gebürtige Danzigerin suchte schon als junges Mädchen den Weg auf die Bühne. Ihr erstes Festengagement führte sie mit 17 Jahren an das Stadttheater im nahe gelegenen Bromberg. In der darauf folgenden Spielzeit (1908/09) trat Käthe Wittenberg am Posenschen Provinzialtheater auf, die Saison 1909/10 brachte die junge Künstlerin an das Zürcher Stadttheater. 1911 erreichte Käthe Wittenberg Berlin, wo sie einem Ruf an das Friedrich-Wilhelmstädtische Schauspielhaus folgte. In der darauffolgenden Spielzeit (1912/13) schloss sie sich dem Ensemble der Königlichen Schauspiele an, wo sie im Rollenfach der „jugendlichen Heldin“ reüssierte. Zu dieser Zeit meldete sich auch erstmals der (damals noch stumme) Film bei ihr und gab ihr in den Folgejahren zentrale Rollen, etwa als die Sonja Czernowska in dem gleichnamigen Melodram, die Ehefrau Albert Bassermanns in dem Drama Dr. Schotte, die Helene von Dönniges in dem Arbeiterführer-Porträt Ferdinand Lassalle – Des Volkstribunen Glück und Ende und die ehemalige Königin Vasthi in dem Monumentalfilm Das Buch Esther, eine darstellerische Leistung, die von der Kritik gelobt wurde. Wittenberg spielte vor der Kamera aber auch tragende Nebenrollen in weit weniger bedeutenden Filmen, etwa an der Seite von Mia May und deren Tochter Eva. Bereits kurz nach Ende des Ersten Weltkriegs beendete Käthe Wittenberg ihre Arbeit vor der Kamera und konzentrierte sich wieder ganz auf die Bühnentätigkeit. 
Während ihrer Filmjahre wirkte Käthe Wittenberg primär in Dessau (in den Jahren 1913 bis 1918 am Herzoglichen Hoftheater) und in Leipzig (seit Kriegsende am Städtischen Theater bzw. am Schauspiel am Alten Theater), ehe sie sich zur Spielzeit 1921/22 an die Staatlichen Schauspiele (Deutsches Schauspielhaus) Hamburgs holen ließ. Dort blieb Käthe Wittenberg ihre letzten verbleibenden 17 Lebensjahre und wuchs allmählich in das Charakterfach hinein. Wie Wiens Die Stunde zu berichten wusste, fand Käthe Wittenberg mit ihrer Interpretation der Maria Orlowa im gleichnamigen Drama von Otto Zoff „ungeteilten Beifall“. Zuletzt gab die Künstlerin sperrige wie komische Alte vom Schlage einer Mutter Wolffen in Gerhart Hauptmanns populären Stück Der Biberpelz, das 1937 zu Ehren des 75. Geburtstags des Dichters in der Hansestadt aufgeführt wurde, und 1938, unmittelbar vor ihrem Tod, die gutherzige Bäuerin in dem finnischen Stück Die Frauen von Niskavuori, „das nicht zuletzt durch ihre überragende Leistung einen starken Eindruck zu machen vermochte.“ Eine weitere Hamburger Paraderolle war die Alexandra in Hebbels Tragödie Herodes und Marianne, wo sie in früheren Jahren bereits die Marianne verkörpert hatte. Auch dieser Part „bewies abermals die Vielseitigkeit dieser Schauspielerin, die vom Pathos der Klassiker ist zur Realistik der Konversation alle Register spielend beherrschte“. Im Bühnenjahrbuch-Nachruf wurde außerdem Wittenbergs Sprachkunst gepriesen und daran erinnert, dass sie sich in späteren Jahren als Lehrerin auch dem Schauspielnachwuchs widmete. Käthe Wittenberg hat darüber hinaus sehr früh für den Hörfunk gearbeitet, so etwa 1928 in einer NORAG-Liveübertragung von Maxim Gorkis Nachtasyl, wo sie die Wassilissa sprach, und 1932 als Gegenspielerin von Heinrich Georges Oberst Chabert. Darüber hinaus nahm sie an Rundfunklesungen teil. Käthe Wittenberg starb, „nach schweren Leiden“ wie es in dem Bühnenjahrbuch-Nachruf hieß, im Alter von nur 47 Jahren.

## Filmografie
- 1913: Die Czernowska
- 1913: Geschwister
- 1916: Ein einsam Grab
- 1918: Dr. Schotte
- 1918: Menschen, die durchs Leben irren
- 1918: Ferdinand Lassalle – Des Volkstribunen Glück und Ende
- 1918. Erträumtes
- 1918: Die Bettelgräfin
- 1918: Die Liebe des van Royk
- 1919: Das Buch Esther
- 1919: Sselam Aleikum